# Вейленд (Кентуккі)
Вейленд (англ. Wayland) — місто (англ. city) в США, в окрузі Флойд штату Кентуккі. Населення — 389 осіб (2020).

## Географія
Вейленд розташований за координатами 37°26′55″ пн. ш. 82°47′56″ зх. д. / 37.44861° пн. ш. 82.79889° зх. д. (37.448591, -82.798896).  За даними Бюро перепису населення США в 2010 році місто мало площу 6,80 км², з яких 6,80 км² — суходіл та 0,01 км² — водойми.

## Демографія
Згідно з переписом 2010 року, у місті мешкало 426 осіб у 162 домогосподарствах у складі 115 родин. Густота населення становила 63 особи/км².  Було 199 помешкань (29/км²).
Расовий склад населення:
| - 98,8 % — білих - 0,2 % — чорних або афроамериканців |

До двох чи більше рас належало 0,9 %. Частка іспаномовних становила 0,7 % від усіх жителів.
За віковим діапазоном населення розподілялося таким чином: 22,1 % — особи молодші 18 років, 64,1 % — особи у віці 18—64 років, 13,8 % — особи у віці 65 років та старші. Медіана віку мешканця становила 40,5 року. На 100 осіб жіночої статі у місті припадало 109,9 чоловіків;  на 100 жінок у віці від 18 років та старших — 102,4 чоловіків також старших 18 років.
Середній дохід на одне домашнє господарство  становив 34 748 доларів США (медіана — 24 375), а середній дохід на одну сім'ю — 41 190 доларів (медіана — 27 500). Медіана доходів становила 27 500 доларів для чоловіків та 28 125 доларів для жінок. За межею бідності перебувало 48,9 % осіб, у тому числі 72,8 % дітей у віці до 18 років та 50,0 % осіб у віці 65 років та старших.
Цивільне працевлаштоване населення становило 70 осіб. Основні галузі зайнятості: освіта, охорона здоров'я та соціальна допомога — 25,7 %, роздрібна торгівля — 24,3 %, інформація — 14,3 %, науковці, спеціалісти, менеджери — 8,6 %.